# Jerry Appelt
Peter „Jerry“ Appelt (* 10. Oktober 1966 in München) ist ein deutscher Lichtdesigner für Events, TV-Shows
und Konzertveranstaltungen.

## Leben
Jerry Appelt ist seit 1992 als Lichtdesigner tätig. Neben dem Eurovision Song Contests 2011 in Düsseldorf, 2012 in Baku, 2017 in Kiew und 2018 in Lissabon ist er für verschiedene Event- und TV-Produktionen weltweit als Lichtdesigner verantwortlich. Unter anderem arbeitete er für Scooter und das Wacken Open Air. Er wurde 2004 mit dem Opus in der Kategorie Lichtdesign für das Design der Schiffstaufe der AIDAaura ausgezeichnet. 2011 konnte er zusammen mit Jörg Grabosch, Anke Engelke, Stefan Raab, Judith Rakers, Thomas Schreiber, Florian Wieder, Falk Rosenthal und Ladislaus Kiraly den Deutschen Fernsehpreis für den Eurovision Song Contest gewinnen.

## Referenzen (Auswahl)
| Produktion                         | Funktion    | Jahre     |
| ---------------------------------- | ----------- | --------- |
| Germany’s Next Topmodel            | Lichtdesign | 2022–2025 |
| Jazzopen Stuttgart                 | Lichtdesign | 2008–2025 |
| Sommernachtskonzert Schönbrunn     | Lichtdesign | 2018–2025 |
| International Music Award          | Lichtdesign | 2019      |
| Eurovision Song Contest            | Lichtdesign | 2018      |
| Goldene Kamera                     | Lichtdesign | 2017      |
| Eurovision Song Contest            | Lichtdesign | 2017      |
| Die Helene Fischer Show            | Lichtdesign | 2011–2015 |
| Bambi Verleihung                   | Lichtdesign | 2007–2015 |
| Die Bülent Ceylan Show             | Lichtdesign | 2012      |
| Eurovision Song Contest            | Lichtdesign | 2012      |
| X Factor Germany                   | Lichtdesign | 2010–2011 |
| Bayerischer Fernsehpreis           | Kameramann  | 2011      |
| Eurovision Song Contest            | Lichtdesign | 2011      |
| Bravo Super Show                   | Lichtdesign | 2007      |
| Scorpions: Live at Wacken Open Air | Lichtdesign | 2006      |

## Auszeichnungen
- 2004: Deutscher Bühnenpreis „Opus“  in der Kategorie Lichtdesign für die Schiffstaufe der AIDA Aura
- 2011: Deutscher Fernsehpreis: Kategorie Beste Unterhaltung/Show für den Eurovision Song Contest 2011